# 聖彼德帕吉格

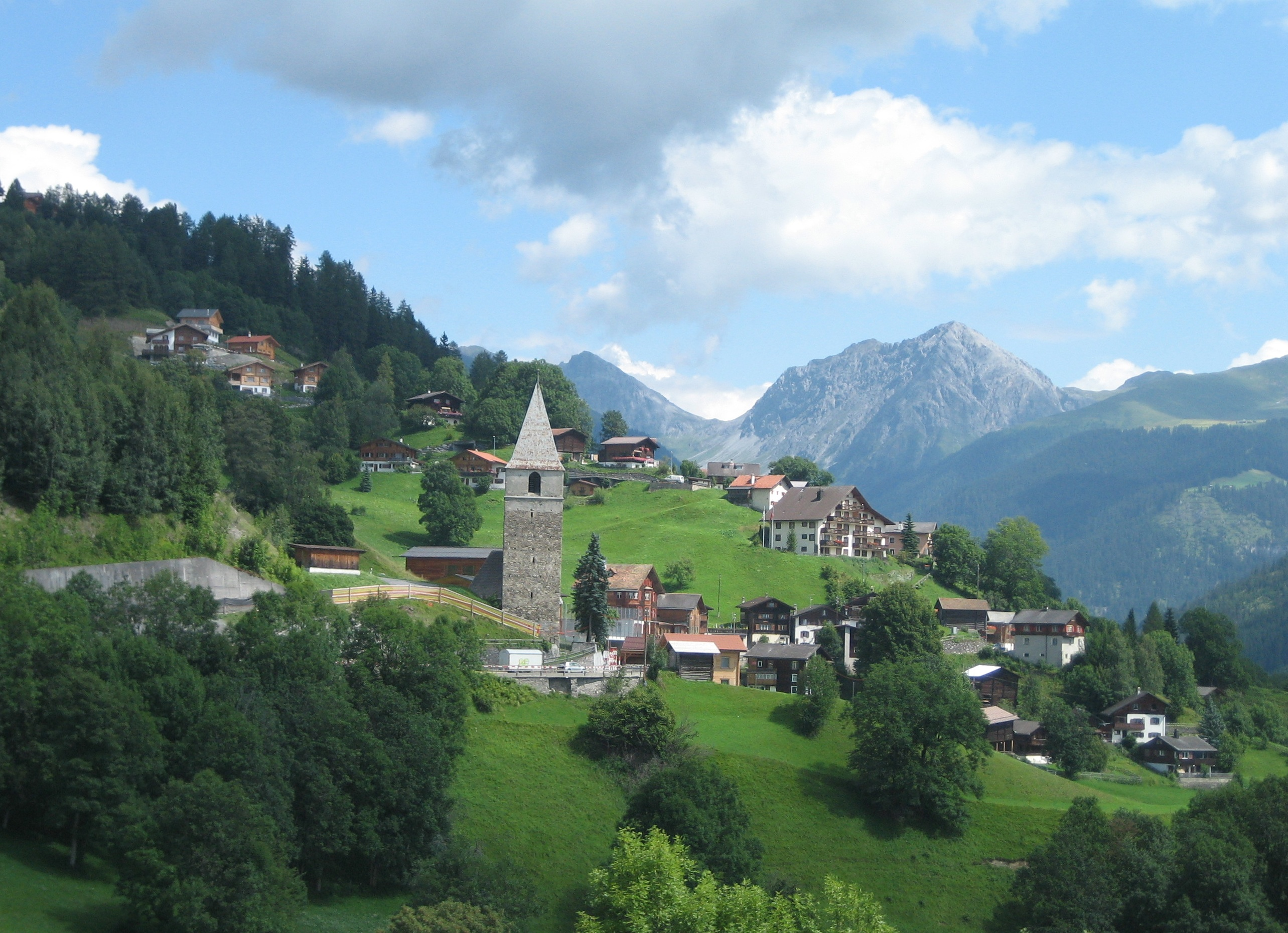

聖彼德帕吉格是瑞士的城鎮，位於該國東部，由格勞賓登州負責管轄，面積12.15平方公里，海拔高度688米，2010年人口214，人口密度每平方公里18人。